# Sarah Emma Edmonds
Sarah Emma Edmonds (Moncton, dicembre 1841 – La Porte, 5 settembre 1898) è stata un'infermiera e militare canadese, soldatessa ed agente segreto durante la guerra civile americana per conto dell'Unione.